# Mémorial de Souvorov
Le mémorial de Souvorov (appelé en allemand Suworow-Denkmal, également Russen-Denkmal), est un monument situé dans les gorges des Schöllenen, près du pont du diable, sur le territoire de la commune uranaise d'Andermatt, en Suisse.

## Histoire
Le monument a été dressé en mémoire des soldats russes morts au combat lors de leur traversée des Alpes en septembre 1799 sous le commandement du général Alexandre Souvorov. Il rappelle en particulier les combats qui se sont déroulés dans la région le 25 septembre 1799 entre les troupes russes et celles commandées par le général napoléonien Lecourbe.
Le monument a été érigé en 1895-1898 selon des plans d’A. Werschinsky, avec l'approbation de la Suisse. Le terrain sur lequel il se dresse est la propriété de l'État russe ; cependant, contrairement à une légende urbaine, la parcelle n'est ni une zone extraterritoriale, ni une enclave russe en Suisse. L'ensemble du monument est inscrit comme bien culturel d'importance nationale.
Lors de sa visite d'État en Suisse, le président russe Dmitri Medvedev a visité le monument le 22 septembre 2009 en compagnie du président suisse Hans-Rudolf Merz.

## Source
- (de) Cet article est partiellement ou en totalité issu de l’article de Wikipédia en allemand intitulé « Suworow-Denkmal » (voir la liste des auteurs).